# 阳痿美国
《阳痿美国》（又名《审判美国》），著名文学家、历史学家、演讲家李敖的戏剧文学作品。简体字、繁体字均在2010年出版 ，前者由李敖出版社出版，後者由中信出版社出版；但是简体版由于中華人民共和國出版審查的阻扰，到2011年5月1日把书名改为《审判美国》才得以出版面世。李敖在新浪微博中说道：“同样一本书，在海峡左边叫《审判美国》，海峡右边叫《阳痿美国》，多妙啊！还没审判到美国，却先审判到阳痿！当年我做排长的时候，郑班长禁止他手下的小兵看一本叫《青春花朵》的书，理由是书中有‘月经’两个字；郑班长啊，做班长真委屈了你。”“为了这本书，多少唇舌说破了，多少良机错失了，多少成品被封杀成纸屑了；总算折腾270天后，自阉书名，得以风行祖国了。”“可惜大官人不喜欢美国阳痿，虽然‘阳痿’二字是学术名词；几经疏通，最后蒙准改名出版。阳痿美国岂易事哉，你得先阉了自己。”繁体版为652页，但是简体版被删节了大量内容而只剩388页。

## 内容
李敖在书中是“上帝李”，审判美国历史上的43位总统，指出每位总统的丑陋言行和不堪的一面，同时控诉了美国虛假的民主和正义。
李敖表示，他的民主思維曾經被美國的政治宣傳欺騙，特別是旁觀中國大陸從文化大革命、改革開放、被西方國家經濟制裁及航空母艦威脅之後露出中國模式的曙光，讓他反思美式民主的某些問題，並對中國共產黨的領導更具好感；此書即是這種時代及思維背景下的作品。

## 艺术特色
《阳痿美国》全书使用戏剧手法写成，模拟《圣经》上“最后的审判”的“法庭”，美国历史上的每届总统都是被告；而上帝李是法官，数落他们的罪状和虚伪的一面。
《陽痿美國》預言似的舉出1976年11月美國雜誌《風流客》（Swindle）的一則漫畫：一位已經死亡的老先生躺在未蓋的棺木中，老先生的遺孀對來弔唁的一位女士說「這是我第一次看到他不硬的時候」（It's the first time I ever saw him without an erection）。李敖說：「今日美國這個國家，不幸正是如此。美國在世界上，正在『挺縱不收』、正在『強陽不倒』、正在痛苦地挺個大陽具，大勢所趨，輕舉妄動，害到全世界。」

## 主題
李敖在发表《阳痿美国》时说：“美国做了很多坏事；但美国的媒体、电影很强势，把美国做的坏事冲淡了、让人们都淡忘了。虽然它做了不少坏事，但人们还是喜欢美国、希望自己过美国那样的生活。中国人真要过美国人的生活，每个家庭拥有两辆轿车，这能行吗？一旦全世界都以美国为标准、都像美国那样生活，那样快速消耗资源，就会消耗三个地球的资源，就必须多排掉9个地球的污染。”

## 社会反响
《阳痿美国》入选为《亚洲周刊》2010年度中文十大好书非小说类。
2011年9月13日，名嘴楊憲宏主持李敖出版社在台北喜來登大飯店舉辦的李敖新書《你笨蛋，你笨蛋》發表會，盛讚李敖的快筆，說李敖從《陽痿美國》到《你笨蛋，你笨蛋》四本書一共寫了一百六十萬字，其著述之力，當代幾乎無人能比。

## 評價

### 負面評價
2018年3月18日，政評家曹長青在一篇被發表於《民報》上的文章中寫道：「李敖不僅當年在狀況外，晚年就更走到了他自己所理解的『個人主義』的正反面。他當年欣賞胡適，『以望七之年，（在紐約）親自買菜作飯煮茶葉蛋吃』，而他自己今天卻為個人利益去投中國獨裁者和憤青們所好，諂媚共產黨，煽動民族主義情緒，而且瘋狂反美，居然寫出《陽痿美國》那種比網上五毛憤青更低級的東西，甚至在演講時説，『一切中國的苦惱，都是美國帶來的。』李敖變成了一個井底毒蛙。」
2018年3月22日，社評人彭振宣在其所寫的文章中提及該書：「李敖寫《陽痿美國》，同樣是以自由民主的標準來拆穿美國的自相矛盾。他以虛構的‘上帝李’來審判歷代每一個美國總統，其實用的也是他批判中國傳統士大夫所用的那套方式，以其人之道還治其人之身。但正因為李敖認同自己是一個‘中國的知識份子’，他也徹底的認為台灣是中國的一部分，因此他在評價台灣的現實政治時，往往也不自覺的套用中國傳統士大夫的價值觀，而不是西方的自由民主精神。」彭振宣亦把李敖與擁護自由民主主義的著名作家柏楊作比較，藉此表示他認為《陽痿美國》一書的中心思想反映了李敖對國際關係學一無所知這個事實：「李敖談自由民主只是一個手段，目的反而是希望能重新發揚中國古老的政治價值。 甚至當李敖在《陽痿美國》裡號稱要拆穿美國的假民主，但他用的仍然是中國式的傳統價值在評價美國。從他批判美國舉債虛擲浪費，可以看出他完全不了解全球化的經濟運作，不知道正是因為美國的過度消費文化創造的需求透過國際貿易，才讓中國過剩的人口從負擔成為帶來財富的生產力來源。」